# Gouvernement Gaillard
Quatrième République
Gouvernement Maurice Bourgès-Maunoury Gouvernement Pierre Pflimlin
Le gouvernement Félix Gaillard a été le gouvernement de la France du 6 novembre 1957 au 14 mai 1958.

## Chronologie

### 1957
- 30 septembre : Chute du Gouvernement Maurice Bourgès-Maunoury : l'Assemblée nationale refuse la confiance par 279 voix contre et 253 pour.
- 17 octobre : Antoine Pinay est pressenti pour former un gouvernement après les échecs successifs de Guy Mollet (le 6 octobre) et de René Pleven (le 9 octobre)
- 18 octobre : Antoine Pinay n'obtient pas l'investiture de l'Assemblée : 298 voix contre et 198 pour
- 22 octobre : Guy Mollet est de nouveau pressenti, après un échec de Robert Schuman
- 28 octobre : Guy Mollet n'obtient pas l'investiture de l'Assemblée : 290 voix contre et 227 pour
- 6 novembre : Début du gouvernement Félix Gaillard[1].
Jacques Chaban-Delmas est ministre de la Défense nationale. L'investiture est voté par 337 voix pour, 173 contre et 20 abstentions[2].

### 1958
- 31 janvier : Vote de la loi-cadre sur l'Algérie.
- 8 février : Bombardement par l'armée française du village tunisien de Sakiet Sidi Youssef.
- En mars : Première livraison du pétrole saharien.
- 11 avril : Annonce du premier essai nucléaire au premier trimestre de 1960 à Reggane.
- 15 avril : Chute du gouvernement Félix Gaillard, la confiance lui est refusée par l'Assemblée nationale par 321 voix contre et 259 pour[3].
- 20 avril : Georges Bidault (M.R.P.) est « pressenti » comme nouveau président du Conseil
- 23 avril : Georges Bidault renonce à former le nouveau gouvernement
- 26 avril : René Pleven est désigné par le président de la République
- 8 mai : René Pleven renonce, lâché par les socialistes puis les radicaux
- 9 mai : Pierre Pflimlin est pressenti comme futur président du Conseil
- 13 mai : Début de la crise de mai 1958
  - Putsch d'Alger et création du Comité de Salut public, de Gaulle appelé au pouvoir.
  - Le même jour, l'Assemblée nationale vote l'investiture Pierre Pflimlin, début du gouvernement Pierre Pflimlin.
- 14 mai : Nomination des ministres du gouvernement Pierre Pflimlin.

## Composition

### Président du Conseil
| Image | Fonction             |  | Nom            | Parti |
| ----- | -------------------- |  | -------------- | ----- |
|       | Président du Conseil |  | Félix Gaillard | RAD   |

### Ministres
| Image | Fonction                                                        |  | Nom                       | Parti |
| ----- | --------------------------------------------------------------- |  | ------------------------- | ----- |
|       | Ministre de la Justice                                          |  | Robert Lecourt            | MRP   |
|       | Ministre des Affaires étrangères                                |  | Christian Pineau          | SFIO  |
|       | Ministre de l'Éducation nationale, de la Jeunesse et des Sports |  | René Billères             | RAD   |
|       | Ministre de l'Intérieur                                         |  | Maurice Bourgès-Maunoury  | RAD   |
|       | Ministre de la Défense nationale et des Forces armées           |  | Jacques Chaban-Delmas     | RS    |
|       | Ministre des Finances, des Affaires économiques et du Plan      |  | Pierre Pflimlin           | MRP   |
|       | Ministre des Travaux publics, des Transports et du Tourisme     |  | Édouard Bonnefous         | UDSR  |
|       | Ministre de l'Industrie et du Commerce                          |  | Paul Ribeyre              | CNIP  |
|       | Ministre de l'Agriculture                                       |  | Roland Boscary-Monsservin | CNIP  |
|       | Ministre de la France d'outre-mer                               |  | Gérard Jaquet             | SFIO  |
|       | Ministre du Travail et de la Sécurité sociale                   |  | Paul Bacon                | MRP   |
|       | Ministre de la Santé publique et de la Population               |  | Félix Houphouët-Boigny    | RDA   |
|       | Ministre de la Reconstruction et du Logement                    |  | Pierre Garet              | CNIP  |
|       | Ministre des Anciens combattants et Victimes de guerre          |  | Antoine Quinson           | RAD   |
|       | Ministre de l'Algérie                                           |  | Robert Lacoste            | SFIO  |
|       | Ministre du Sahara                                              |  | Max Lejeune               | SFIO  |

### Secrétaires d'État
| Image | Fonction                                                                |  | Nom                                                  | Parti |
| ----- | ----------------------------------------------------------------------- |  | ---------------------------------------------------- | ----- |
|       | Secrétaire d'État à la Présidence du Conseil, chargé de l'Information   |  | Émile Claparède (à partir du 11 novembre 1957)       | RAD   |
|       | Secrétaire d'État à la Présidence du Conseil                            |  | Modibo Keïta (à partir du 18 novembre 1957)          | RDA   |
|       | Secrétaire d'État à la Fonction publique et à la Réforme administrative |  | Raymond Marcellin (à partir du 11 novembre 1957)     | CNIP  |
|       | Secrétaire d'État aux Affaires étrangères                               |  | Maurice Faure (à partir du 11 novembre 1957)         | RAD   |
|       | Secrétaire d'État à l'Éducation nationale                               |  | Hammadoun Dicko (à partir du 18 novembre 1957)       | SFIO  |
|       | Secrétaire d'État à l'Intérieur                                         |  | Maurice Pic (à partir du 11 novembre 1957)           | SFIO  |
|       | Secrétaire d'État aux Forces armées, chargé des Affaires algériennes    |  | Pierre Métayer (à partir du 11 novembre 1957)        | SFIO  |
|       | Secrétaire d'État aux Forces armées (Marine)                            |  | Alain Poher (à partir du 11 novembre 1957)           | MRP   |
|       | Secrétaire d'État aux Forces armées (Air)                               |  | Louis Christiaens (à partir du 11 novembre 1957)     | CNIP  |
|       | Secrétaire d'État au Budget                                             |  | Jean-Raymond Guyon (à partir du 11 novembre 1957)    | SFIO  |
|       | Secrétaire d'État aux Affaires économiques                              |  | Émile Hugues (à partir du 11 novembre 1957)          | RAD   |
|       | Secrétaire d'État aux PTT                                               |  | Eugène Thomas (à partir du 11 novembre 1957)         | SFIO  |
|       | Secrétaire d'État à la Marine marchande                                 |  | Maurice-René Simonnet (à partir du 11 novembre 1957) | MRP   |
|       | Secrétaire d'État au Commerce                                           |  | François Schleiter (à partir du 11 novembre 1957)    | CNIP  |
|       | Secrétaire d'État à l'Agriculture                                       |  | Henri Dorey (à partir du 11 novembre 1957)           | MRP   |
|       | Secrétaire d'État à l'Algérie                                           |  | Chérif Sid Cara (à partir du 18 novembre 1957)       | RAD   |
|       | Secrétaire d'État à l'Algérie                                           |  | Abdelkader Barakrok (à partir du 18 novembre 1957)   | SE    |

### Sous-secrétaires d'État
| Image | Fonction                                                   |  | Nom                                              | Parti |
| ----- | ---------------------------------------------------------- |  | ------------------------------------------------ | ----- |
|       | Sous-secrétaire d'État à la Présidence du Conseil          |  | François Giacobbi (à partir du 11 novembre 1957) | RAD   |
|       | Sous-secrétaire d'État au Travail et à la Sécurité sociale |  | Hubert Maga (à partir du 18 novembre 1957)       | RDA   |

## Répartition partisane
| Parti                           | Parti                                             | Président du Conseil | Ministres | Secrétaires d'État | Sous secrétaire | Total |
| ------------------------------- | ------------------------------------------------- | -------------------- | --------- | ------------------ | --------------- | ----- |
| Répartition le 18 novembre 1957 | Répartition le 18 novembre 1957                   | 1                    | 16        | 17                 | 2               | 36    |
|                                 | Parti radical-socialiste                          | 1                    | 3         | 4                  | 1               | 9     |
|                                 | Section française de l'Internationale ouvrière    |                      | 4         | 5                  |                 | 9     |
|                                 | Centre national des indépendants et paysans       | 3                    | 3         |                    | 6               |       |
|                                 | Mouvement républicain populaire                   | 3                    | 3         |                    | 6               |       |
|                                 | Rassemblement démocratique africain               | 1                    | 1         | 1                  | 3               |       |
|                                 | Centre national des républicains sociaux          | 1                    |           |                    | 1               |       |
|                                 | Union démocratique et socialiste de la Résistance | 1                    |           |                    | 1               |       |
|                                 | Sans étiquette                                    |                      | 1         |                    | 1               |       |